# Stephen Marglin
Stephen Alan Marglin ist ein US-amerikanischer Wirtschaftswissenschaftler. Er forschte und publizierte in verschiedenen wirtschaftswissenschaftlichen Bereichen. In den letzten Jahren machte er sich als Kritiker einer unreflektierten Unterwerfung unter die Ökonomie und insbesondere der neoklassischen Theorie einen Namen.

## Leben
Marglin wurde 1968 als einer der jüngsten Wirtschaftswissenschaftler zum Professor an der Harvard University berufen, an der er zuvor als Ph.D. graduiert hatte. In den folgenden Jahren untersuchte er weite Teile der Wirtschaftswissenschaft. Seine Publikationen umfassen Aufsätze und Bücher über die Kosten-Nutzen-Analyse, die Organisation von Arbeit und Produktion, Wohlfahrtssteigerung und -verteilung und volkswirtschaftliche Eingriffe.
Marglin ist mit der Anthropologin Frédérique Apffel-Marglin (* 1951) verheiratet. Gemeinsam veröffentlichten sie über die Stellung des Individuums in der Wirtschaft. Hieran knüpfte er mit seiner Kritik an den Wirtschaftswissenschaften an, da diese zu sehr auf das Individuum konzentriert seinen und zu wenig auf Gemeinschaften eingehen würden. Bereits 1974 hatte er mit dem Aufsatz What Do Bosses Do? den modernen Kapitalismus kritisiert und eine Kontroverse – auch mit seinem Fakultätskollegen David Landes – durch seine These ausgelöst, dass die kapitalistische Entwicklung nicht, wie bei Adam Smith und dessen Nachfolgern, aus Effizienzgründen, sondern aus der rentensuchenden ('rent-seeking') Aktivität der Kapitalisten zu erklären sei.
Marglin war in der Entwicklungszusammenarbeit tätig. Vor seiner Berufung zum Professor unterstützte er in den 1960er Jahren die indische Regierung. Später beriet er die Vereinten Nationen. Er ist Ratsmitglied im World Future Council.

## Werke
Die folgende Auflistung gibt eine Auswahl von Marglin veröffentlichter Bücher wieder, zudem hat er zahlreiche Zeitschriftenartikel und Arbeitspapiere verfasst.
- Guidelines for Project Evaluation mit Partha Dasgupta und Amartya Sen, 1972
- Value and Price in the Labor-Surplus Economy, 1976
- Growth, Distribution, and Prices, 1984
- The Golden Age of Capitalism: Reinterpreting the Postwar Experience Herausgeber mit Juliet Schor, 1990
- Dominating Knowledge: Development, Culture, and Resistance mit Frédérique Apffel-Marglin, 1990
- The dismal science: how thinking like an economist undermines community, 2008

Sein zentraler Aufsatz ist
- „What Do Bosses Do? The Origins and Functions of Hierarchy in Capitalist Production. Part I“, in: Review of Radical Political Economics 6 (1974), 60–112, deutsch: „Was tun die Vorgesetzten. Die Ursprünge und Funktionen der Hierarchie in der kapitalistischen Produktion“, in: Technologie und Politik 8 (1977),148ff.
- „What Do Bosses Do? The Origins and Functions of Hierarchy in Capitalist Production. Part II“, in: Review of Radical Political Economics 7 (1975), 20–37